# محمود المرعشي النجفي
سيد محمود المرعشي النجفي (مواليد 1941) هو أمين مكتبة إيراني، ومؤلف فهرسي وخبير مخطوطات. وهو مدير مكتبة المرعشي النجفي، وهي من أكبر مكتبات العالم والأكبر في إيران والشرق الأوسط.

## الحياة والتعليم
السيد محمود المرعشي النجفي، هو الابن الأكبر لشهاب الدين مرعشي نجفي وحفيد السيد شمس الدين محمود المرعشي النجفي، وُلد عام 1941 في قم في إيران. وبعد إتمام دراسته الابتدائية والثانوية في قم، بدأ بتعلم العلوم الحوزوية الإسلامية، ودرس الأساسيات والمستويات الأولى على يد أساتذة بارزين مثل فاضل لنكراني، وسيد مهدي لاجوردي، وأبو طالب تجليل التبريزي، ومحمد صادق ناصري سرابي، ومحمد تقي ستوده وسيد أحمد وراميني. ثم تلقى أعلى مستويات الدروس الحوزوية من والده الذي كان أستاذًا متميزًا، وكان تلميذًا له حتى الأيام الأخيرة من حياة والده. بالإضافة إلى دراسته للعلوم الدينية، درس المرعشي كتب ورسائل القدماء والمتأخرين في هذه المجالات لاهتمامه الكبير بعلوم الرجال والأنساب والمراجع والمخطوطات. وبهذه الطريقة، استخدم تعليمات والده وتجاربه كثيرًا وأصبح خبيرًا تدريجيًا. وقد حصل على العديد من الأذونات من العديد من الأساتذة والشيوخ. ثم دخل العلوم الأكاديمية في مجال علم الاجتماع. واصل المرعشي دراسته في علم الاجتماع، أولًا في جامعة طهران ثم في جامعة لندن، وفي عام 1985 حصل على درجة الدكتوراه في علم الاجتماع من جامعة لندن.

## فهرس

### الكتب
تتركز أعمال السيد محمود مرعشي النجفي المستقلة بشكل رئيس في مجال فهرسة المخطوطات والمراجع والسيرة الذاتية لعدد من المفكرين المسلمين الإيرانيين. من عام 1962 إلى عام 2003، أي على مدى واحد وأربعين عامًا، ألّف اثني عشر كتابًا. كما قام بتصحيح 9 أعمال ونشر 64 كتابًا تحت إشرافه. ومن أعماله المستقلة يمكن ذكر ما يلي (جميعها باللغة الفارسية):
- شرح حال و أفكار و آثار و عقائد و نظريات ابن سينا (بالفارسية: شرح حال و افکار و آثار و عقاید و نظریات‌ ابن سینا), 1962م
- شرح حال و آثار و آراء و عقائد و نظريات أبو حامد الغزالي (بالفارسية: شرح حال و آثار و آراء و عقاید و نظریات‌ ابو حامد غزالی), 1962م
- شرح حال و آثار و آراء أبو نصر الفارابي (بالفارسية: شرح حال و آثار و آراء ابو نصر فارابی)
- المسلسلات في الإجازات (أي سلال الإتاحات), العربية، 1995م
- الكنز: فهرست جزئي من المخطوطات الفارسية في سمرقند وبخارى وخوارزم (بالفارسية: گنجینه: فهرست بخشی از نسخه‌های خطی‌ فارسی سمرقند و بخارا و خوارزم), 1998م
- فهرست المخطوطات في مكتبة آية الله العظمى المرعشي النجفي (بالفارسية: فهرست نسخه‌های خطی کتابخانه بزرگ‌ آیت الله العظمی مرعشی نجفی), 2000–2001م
- فهرست مخطوطات آثار العلامة السيد ركن الدين حيدر الحسيني الآملي في مكتبة آية الله العظمى المرعشي النجفي (بالفارسية: فهرست نسخه‌های خطی آثار علامه سید رکن‌الدین حیدر حسینی آملی در کتابخانه حضرت‌ آیت الله العظمی مرعشی نجفی), 2002م
- فهرست مخطوطات آثار العلامة القاضي نور الله المرعشي الشوشتري في مكتبة آية الله العظمى المرعشي النجفي (بالفارسية: فهرست نسخه‌های خطی آثار علامه قاضی‌ نور الله مرعشی شوشتری در کتابخانه حضرت‌ آیت الله العظمی مرعشی نجفی), 2002م
- فهرست مخطوطات آثار العلامة نظام الدين عبد العلي البرجندي (بالفارسية: فهرست نسخه‌های خطی آثار علامه‌ نظام‌الدین عبدالعلی بیرجندی), 2002م
- المخطوطات القديمة والنفيسة لنهج البلاغة وشروح مختارة وترجماتها في مكتبة آية الله العظمى المرعشي النجفي (بالفارسية: نسخه‌های خطی کهن و نفیس نهج البلاغه‌ و شروح برگزیده و ترجمه‌های آن در کتابخانه‌ آیت الله العظمی مرعشی نجفی), 2002م
- نوادر المخطوطات العربية من القرن الثالث إلى القرن السادس الهجري (بالعربية: نوادر المخطوطات العربية من قرن الثالث الی السادس الهجری), العربية، 2002م
- البيبليوغرافيا الوصفية لسماحة آية الله العظمى المرعشي النجفي (بالفارسية: کتاب شناسی توصیفی حضرت آیت الله‌ العظمی مرعشی نجفی), 2003م
- رحلة إلى الصين (بالفارسية: سفرنامه چین)
- عدي بن الرقاع، شاعر القرن الأول (بالفارسية: عدى بن الرقاع، شاعر قرن اول)
- فهرست جزئي من المخطوطات المنسوبة إلى علماء سمرقند (بالفارسية: فهرست بخشى از نسخه‌هاى خطى منسوب به عالمان سمرقند)
- نظرة على حياة السيد عبد الهادي دليجاني (بالفارسية: مرورى بر زندگى سيد عبدالهادى دليجانى)
- أول الكتب المطبوعة بالعربية والفارسية التي نُشرت في العالم (بالفارسية: نخستين كتاب‌هاى چاپى عربى و فارسى كه در جهان منتشر شده)
- المخطوطات القديمة لنهج البلاغة (بالفارسية: نسخه‌هاى خطى كهن نهج‌البلاغة)

- عالم المكتبات: مختارات من مقالات حول مكتبات إيران والعالم، 2012
- التراث الباقي، 2003
- مرجع الحفاظ على التراث، 2011
- فهرست المخطوطات لأعمال خواجة نصير الدين محمد بن محمد الطوسي (ره) في مكتبة سماحة آية الله العظمى المرعشي النجفي (ره)، 2005
- البيبليوغرافيا للمخطوطات لعلامة كمال الدين ميثم بن علي البحراني، 2006
- معرفة سيد عبد الهادي حسيني دليجاني، 2007
- إجازات ورسائل آية الله العظمى السيد أبو الحسن الإصفهاني (ره) إلى آية الله العظمى السيد شهاب الدين المرعشي النجفي (ره)، 2008
- مرجع حارس الثقافة، 2009
- موسوعة الإمامة في نصوص أهل السنة، 2009
- الرسائل المحفوظة، 2009
- علم المخطوطات: بحوث حول المخطوطات في إيران والعالم، 2007
- رسائل الأعلام، 2010
- ثلاث وستون مخطوطة نفيسة من القرون الرابع والخامس والسادس الهجري، 1994
- مئة وثلاث مخطوطات من القرن السابع الهجري، 1994
- مئتان وثمانون مخطوطة نفيسة من القرن الثامن الهجري، 1994
- مكتبة سماحة آية الله العظمى المرعشي النجفي العامة في لمحة، 1992
- كنز شهاب: مجموعة من الرسائل والمقالات العلمية في تكريم سماحة آية الله العظمى المرعشي النجفي (ره)، 2001
- المعاناة والكنز، 2007
- فهرست مخطوطات الأعمال العلمية لفيض الكاشاني في كنز المخطوطات الإسلامية العالمي في مكتبة سماحة آية الله العظمى المرعشي النجفي (ره)، 2008
- المخطوطات المكتشفة حديثاً: تقرير عن مختارات من المخطوطات المشتراة من قبل مكتبة المرعشي النجفي (كنز المخطوطات الإسلامية العالمي)، 2008
- الفقيه الحكيم: سيرة آية الله السيد مرتضى فقيه مبرقع، 2009
- طريق الشيخ الأنصاري إلى المعصوم، 1995
- كنز: فهرست لجزء من المخطوطات الفارسية والعربية المنسوبة لعلماء سمرقند، بخارى، وخوارزم، 1998

- فهرست أسماء المخطوطات في مخزن حميد سليمان بمعهد الاستشراق أبي ريحان البيروني (أوزبكستان)، 1998

### المقالات
نشر الدكتور مرعشي نتائج دراساته في مجالات المكتبات والأرشفة والبحث عن المخطوطات، وتجاربه وزياراته للمراكز الثقافية في بلدان مختلفة في أكثر من 60 مقالًا ومحادثة وتقريرًا في المنشورات التالية:
- ميراث شهاب، مجلة، منذ عام 1995
- میراث، مجلة
- ميراث إسلامي، مجلة

وقد نُشرت بعض هذه المقالات أيضًا في كتابه "جنجينة شهاب". ومن بين مقالات المرعشي الأخرى، يمكن ذكر ما يلي (جميعها باللغة الفارسية):
- النسخ الخطية المكتشفة حديثًا – 2011
- الموسوعة الفارسية المختصرة – 2010
- علماء الشيعة ومسألة الإجازة في القرن التاسع عشر الهجري – مترجم، 2010
- عشبة الكبكج في المخطوطات – 2010
- كتيّب الأسئلة والأجوبة أو استنطاق ميرزا رضا الكرماني – 2009
- جغرافية خوزستان – 2009
- بيبليوغرافيا كمال الدين ميثم البحراني – 2006
- الرسالة المنتخبة – 2006
- الإسلام، إيران، الصين – 2004
- رحلة عشق آباد، سمرقند وبخارى – 2004
- تقرير الرحلة إلى فرنسا – 2004
- حفل افتتاح مكتبة الإسكندرية – 2002
- نموذجان من مصاحف كوفية قديمة؛ من كنوز المخطوطات في مكتبة آية الله العظمى المرعشي النجفي – 2001
- المخطوطات المشتراة – 2001
- مخطوطات مكتبة عارف حكمت – 2000
- مؤلف "ربيع الشيعة" – 2000
- مخطوطات جديدة للمكتبة (مختارات من المخطوطات القديمة والنفيسة التي تم شراؤها حديثًا) – 2000
- المؤتمر الدولي للمخطوطات – 2000
- مكتبتان شخصيتان نفيستان – 2000
- الكتاب والمكتبة؛ إطلالة على مكتبة آية الله العظمى المرعشي – 1999
- زاد طريق أوزبكستان – 1998
- المكتبة الشخصية لآية الله بهاري الهمداني – 1998
- مكتبة العالم؛ المكتبة الشخصية لآية الله بهاري الهمداني – 1998
- تراث المكتبة الخطي؛ مخطوطات محفوظة من العصر الخوارزمي – 1998
- رواة وشيوخ الشيعة في بخارى – 1998
- تقرير الرحلة إلى أوزبكستان – 1997
- مخطوطات "النهاية" للشيخ الطوسي – 1997
- تفسير "بلابل القلاقل" – 1994
- مختارات من البيبليوغرافيا الوصفية للفرق الإسلامية – 1990
- شرح مكتشف حديثًا على تهذيب الأحكام للشيخ الطوسي – 2019
- مخطوطات حول رسائل الكتب لوالدي المرحوم آية الله العظمى المرعشي النجفي، والابن الأكبر للشيخ آغا بزُرك الطهراني – 2019
- الوقفيات الخالدة (4): نسختان نفيستان من وقف آية الله العظمى المرعشي النجفي لمكتبة مرقد السيدة فاطمة المعصومة (ع) – 2019
- المكتبة الوطنية في الصين – 2010
- الإيرانيون من منظور أهل البيت (عليهم السلام) – مُدقّق، 2009
- صناعة الورق: التاريخ والحرفة في مهنة قديمة – مقدِّم، 2009
- في السياسة كان الإمام هو الأولوية – مقابلة، 2009
- تاريخ جزيرة قشم – 2008
- قانون التذكرة في العصر القاجاري – 2008
- شهاب الفضل والفضيلة – 2008
- علم النسب (مع ذكريات عن أبرز النسّابين المعاصرين آية الله العظمى المرعشي النجفي) – 2006
- مفكرة استقبال الحجاج؛ تأليف السيد محمد حسين رضوي الهمداني – مقدِّم، 2006
- تجارب المسافرين؛ تأليف ميرزا عيسى خان منشي – مقدِّم، 2006
- تقرير الرحلة إلى السعودية – 2006
- جغرافية العتبة الرضوية المقدسة؛ ميرزا علي خان سرهنگ (نوبار) – مقدِّم، 2006
- مخطوطات جديدة؛ مختارات من المخطوطات النفيسة والقديمة المشتراة أو المُهداه – 2005
- رحلة إلى الهند – 2005
- والدي – 2004
- رحلة إلى أبو ظبي – 2004
- كنوز المخطوطات – مقابلة، 2004
- رحلة إلى الكويت – 2004
- مختارات من الكتب اللاتينية المشتراة – 2004
- تقرير الرحلة إلى المغرب – 2003
- رسالة بيرجندي؛ فهرست المخطوطات لأعمال العلامة عبد العلي بيرجندي في مكتبة آية الله العظمى المرعشي النجفي – 2003
- كنز المكتبة؛ 450 مخطوطة نفيسة من القرن الرابع إلى الثامن الهجري – 2000
- فهرست المخطوطات لأعمال خواجه نصير الدين الطوسي في المكتبة – 1997
- نظام المكتبات الإسلامية من القرن الثالث إلى الثامن الهجري – 1995
- تقرير الرحلة إلى الاتحاد السوفييتي – 1991[9]

- التعرّف على مكتبة آية الله العظمى المرعشي النجفي – 1990[10]

## المسيرة المهنية
- مدير مكتبة مرعشي النجفي: لعب السيد محمود مرعشي النجفي، مع والده، دورًا رئيسًا في إنشاء وتطوير مكتبة مرعشي النجفي الكبيرة في قم. أُنشئَت هذه المكتبة من شهاب الدين المرعشي النجفي وبناءً على وصيته فإن إدارتها تقع على عاتق ذريته.[11]
- عضو منظمة المكتبات العالمية[4]
- عضو فخري في الأكاديمية الوطنية للعلوم في أذربيجان[4]
- المرخص والمدير العام لمجلة "ميراس شهاب"، وهي مجلة فصلية متخصصة في علم المخطوطات والمراجع[12]

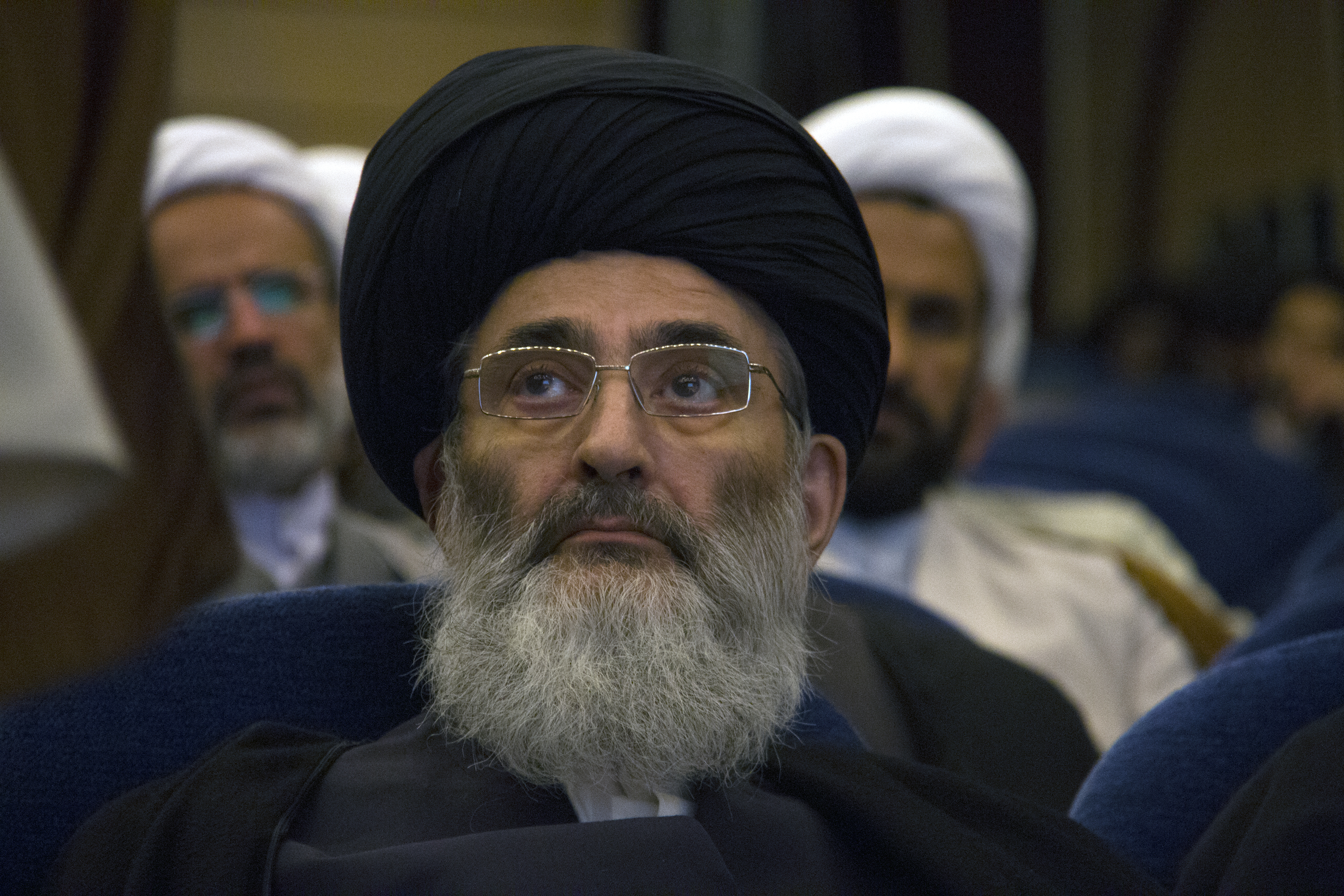
السيد محمود مرعشي النجفي في شباط 2016.

## الجوائز
- دكتوراه فخرية من الأكاديمية الوطنية للعلوم في أذربيجان، 1990[4]
- الببليوغرافي البارز للبلاد (إيران)، 1995[4][13]

## طالع أيضًا
- رسول جعفريان
- سيد حسن إسلامي أردكاني [الإنجليزية]
- مهدي بياني [الإنجليزية]
- محمد تقي دانش باجوه [الإنجليزية]
- عبد المحمد آيتي [الإنجليزية]
- أحمد واعظي
- سيد علي أصغر دستغيب [الإنجليزية]

## روابط خارجية
- مقدمة عن مجموعة المخطوطات الإسلامية في مكتبة آية الله المرعشي النجفي قم-ايران / محمود مرعشي
- مكتبة آية الله المرعشي النجفي
- الكشف عن كتب آية الله المرعشي النجفي
- مؤتمر آية الله العظمى المرعشي سيعقد في قم